# Aron Gustaf Silfversparre
Aron Gustaf Silfversparre (skrev sig själv Arent Gustaf Silfversparre), född 25 januari 1727, död 21 april 1818, var en svensk friherre, kammarherre, hovmarskalk, riddare av nordstjärneorden samt ledamot av Kungliga Musikaliska Akademien.

## Karriär
Aron Gustaf Silfversparre var son till lagmannen och titulärlandshövdingen Carl Gustaf Silfversparre och friherrinnan Hedvig Ulrica Lilliecreutz. Efter studier vid Uppsala universitet blev han auskultant i Svea hovrätt, och kanslist i Kammarrevisionen 1748. 1751 blev han hovjunkare och jaktjunkare vid kung Adolf Fredriks hov, 1763 kungens kammarherre, och vid tronskiftena behöll han tjänsten under Gustav III, och under Karl XIII blev han hovmarskalk. Han upphöjdes 1809 till friherre.
Silfversparre var amatörmusiker och ledamot av sällskapet Utile Dulci och en av Kungliga Musikaliska Akademiens stiftare den 7 december 1771 och innehar nummer 8 i dess matrikel. 1815 blev han riddare av Nordstjärneorden.
Silfversparre var gift med Gundborg Charlotta Ehrencreutz.